# Cal McGowan
Cal McGowan (Sidney, Nebraska, 1970. június 19. –) amerikai jégkorongozó.

## Pályafutása
Komolyabb junior karrierjét a BCJHL-es Delta Flyersben kezdte. A következő szezonban már a WHL-es Kamloops Blazersben játszott, ahol 1991-ig szerepelt. Utolsó idényében 139 pontot szerzett. Az 1990-es NHL-drafton a Minnesota North Stars választotta ki a negyedik kör 70. helyén. Az NHL-ben sosem játszott. 1991–1994 között az IHL-es Kalamazoo Wingsben játszott. Legjobb idényében 60 pontot szerzett. 1994–1995-ben az AHL-es Worcester IceCatsbe került. Részt vett az 1995-ös jégkorong világbajnokságon mint az amerikai csapat tagja. A következő bajnoki szezonban a szintén AHL-es Binghamton Rangersben játszott. Közben rollerhokival is foglalkozott és 1995–1996-ban három csapatban is megfordult (Orlando Rollergators, Denver Daredevils, Orlando Jackals). 1996–1998 között a német bajnokságban szerezte a pontokat a EC Bad Nauheim csapatában. 1998-ban visszatért Amerikába a WPHL-es Amarillo Rattlersbe. Még ebben az idényben játszott az ECHL-es Florida Everbladesben is öt mérkőzésen.

## Díjai
- WHL Nyugat Első All-Star Csapat: 1991